# Canavalia forbesii
Canavalia forbesii är en ärtväxtart som beskrevs av St.John. Canavalia forbesii ingår i släktet Canavalia och familjen ärtväxter. Inga underarter finns listade i Catalogue of Life.